# 新亞歷山德里夫卡 (第聶伯羅區)
48°21′3″N 34°59′48″E / 48.35083°N 34.99667°E
新亞歷山德里夫卡（烏克蘭語：Новоолександрівка），是位於烏克蘭中部的村莊，由第聶伯羅彼得羅夫斯克州第聶伯羅區的新亞歷山德里夫卡市鎮負責管轄，處於莫克拉蘇拉河畔，分別距離蘇爾西科-利托夫西克1.5公里和卡姆揚卡3.5公里，面積9.1平方公里，海拔高度70米，2001年人口4,502。